# Byblitea donckieri
Byblitea donckieri es un coleóptero de la familia Chrysomelidae.
Fue descrita científicamente por primera vez en 1925 por Bowditch.